# Brian Peddle

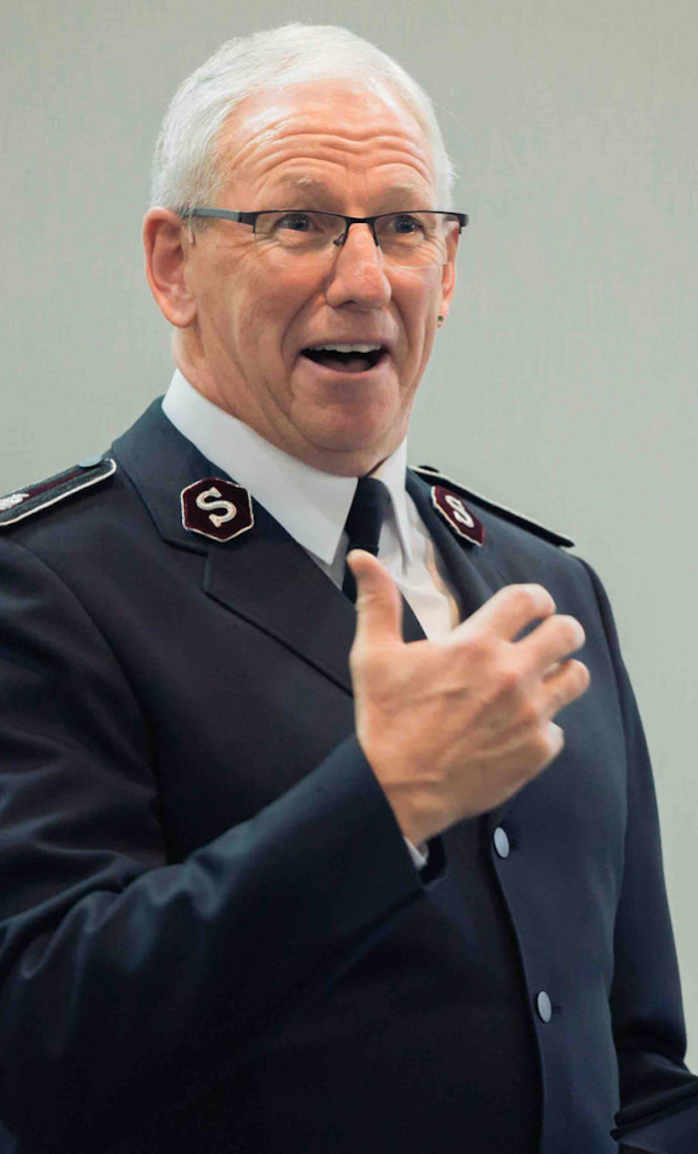
Brian Peddle, 2017

Brian Peddle (* 8. August 1957 in Trinity Bay, Neufundland) ist ein kanadischer Heilsarmee-Offizier und war vom 3. August 2018 bis zum 31. Juli 2023 der General (internationaler Leiter) der Heilsarmee.

## Leben
Brian Peddle ist seit 1978 gemeinsam mit seiner Frau, Kommandeurin Rosalie Peddle, als ordinierter Heilsarmee-Offizier tätig.
Nach ihrer Hochzeit im Jahr 1978 hatten er und seine Frau verschiedene Leitungsaufgaben als Gemeinde-, Abteilungs- und Ausbildungsleiter in ihrem Heimatland Kanada inne.
Seine erste internationale Aufgabe führte ihn 2007 im Rang eines Majors als Regionalleiter (Divisionsoffizier) im Heilsarmee-Territorium Neuseeland, Fidschi und Tonga nach Auckland.
2009 erfolgte die Ernennung zum Generalsekretär des Territoriums Vereinigtes Königreich und Irland. Gleichzeitig erfolgte die Beförderung zum Oberst.
Im September 2014 übernahm das Ehepaar Aufgaben im Internationalen Hauptquartier in London. Peddle, inzwischen zum Kommandeur befördert, wurde Internationaler Sekretär für Amerika und die Karibik. Bereits ein Jahr später wurde Kommandeur Peddle vom damaligen General André Cox zu seinem Stellvertreter und damit zum Stabschef ernannt.
Am 25. Mai 2018 wählte der Hohe Rat der Heilsarmee  Brian Peddle zum 21. General der Heilsarmee. Sein Amtsantritt war am 3. August desselben Jahres.
Außerhalb seines Dienstes genießt Peddle seine Freizeit beim Kajakfahren, Radfahren, Wandern und Angeln. Das Ehepaar hat zwei erwachsene Töchter sowie fünf Enkelkinder.